# Paola Cebollada López
Paola Cebollada López (San Juan de Alicante, Alicante, España, 20 de abril de 1995) es una árbitra de fútbol español de la Primera División Femenina de España. Pertenece al Comité de Árbitros de Aragón.

## Trayectoria
Ascendió a la máxima categoría del fútbol femenino español el año 2017, cuando esta fue creada para que la Primera División Femenina de España fuera dirigida únicamente por árbitras.

## Temporadas
| Categoría        | País   | Año   |
| ---------------- | ------ | ----- |
| Primera División | España | 2017- |